# Железният човек: Бронирани приключения
„Железният човек: Бронирани приключения“ (на френски: Iron Man: la série animée, на английски: Iron Man: Armored Adventures) е анимационен сериал за героя Железният човек на „Марвел Комикс“. Състои се от 2 сезона, всеки от които има 26 епизода.

## Сюжет
Внимание:  Текстът по-долу разкрива сюжета на произведението (или части от него)!
Когато баща му, големият индустриалец Хауърд Старк, загива в самолетна катастрофа веднага след отказа от военна модернизация на земните бори по молба на Обадая Щайн, 16-годишният гений Тони Старк използва високотехнологичен доспех, който е създал сам, и започва разследване на възможното участие на Обадая Щайн в смъртта на баща му. Придобивайки слава като Железния човек, Тони действа, за да унищожи плановете на Обадая Щайн, както и да спаси света от други злодеи като Мандарин, Мистър Фикс, Камшичен удар, Мадам Маск, Червено Динамо и Д-р Дум. В тази борба срещу беззаконието му помагат Джеймс (Роди) Родос и Пепър Потс.
Активните действия на Тони като Железния човек обикновено завършват с извиненията му защо постоянно закъснява за училище или изобщо пропуска да учи. Сега, въз основа на феноменалната технология за оцеляване, Тони трябва да балансира границата между тревогите от живота на подрастващите и дълга на честта на супергероя. Облечен в бронята на своето забележително изобретение, Тони изглежда създаден за свръхскоростни полети, високотехнологични битки и най-опасни приключения.